# Heteropoda debilis
Heteropoda debilis là một loài nhện trong họ Sparassidae.
Loài này thuộc chi Heteropoda. Heteropoda debilis được Ludwig Carl Christian Koch miêu tả năm 1875.